# Atsimo-Andrefana

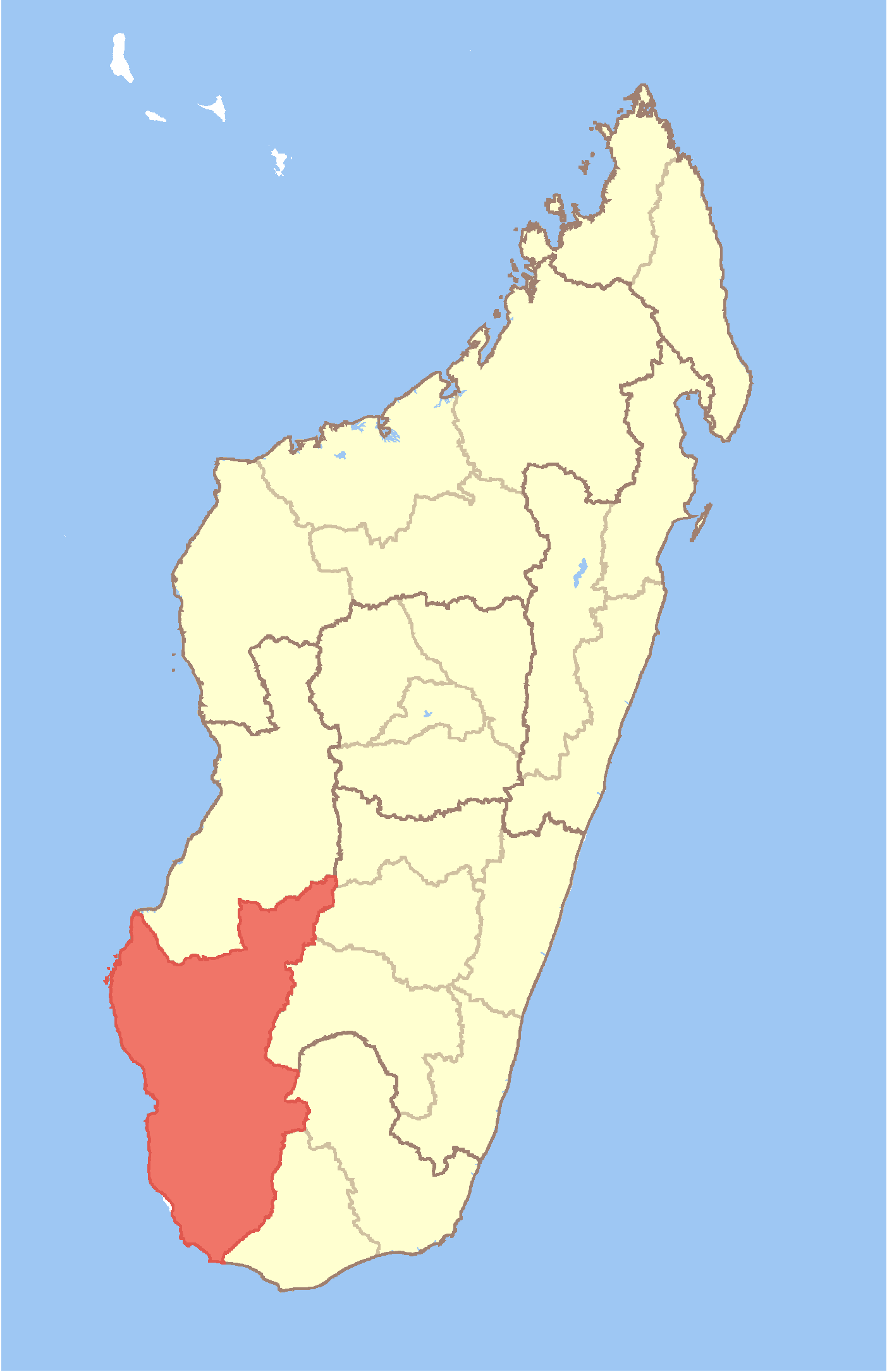
Localisation de la région d'Atsimo-Andrefana à Madagascar.

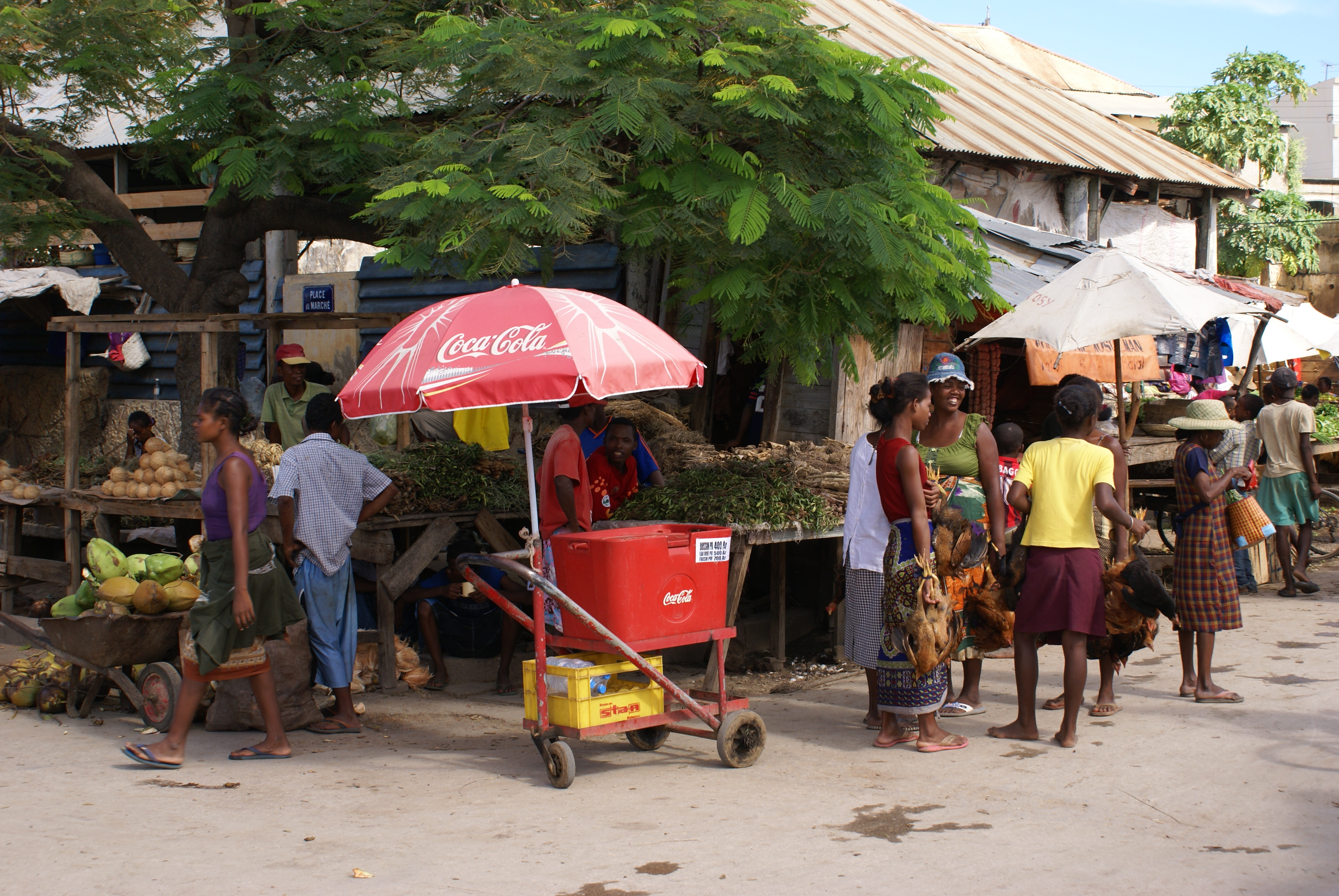
Sur le marché de rue de Toliara (sud de Madagascar)

L'Atsimo-Andrefana (Sud-Ouest) est une des vingt-trois régions de Madagascar. Elle est située dans la province de Tuléar, dans le sud-ouest de l'île (d'où son nom).

## Géographie
Le chef-lieu régional est la ville de Tuléar (Toliara).
La Région du Sud-Ouest a une superficie de 66 236 km² et compte environ 1 018 500 habitants, en 2004.

## Administration
Elle est dirigée par un Chef de Région et subdivisée en neuf districts; regroupant 105 communes:
- District d'Ampanihy
- District d'Ankazoabo
- District de Benenitra
- District de Betioky-Sud
- District de Beroroha
- District de Morombe
- District de Sakaraha
- District de Tuléar-I
- District de Tuléar-II

TSILAVINA=ADALABE PHOTOGRAPHE